# The Big Bopper
Jiles Perry Richardson, Jr. (n. 24 octombrie 1930, Port Arthur, Texas, SUA – d. 3 februarie 1959, Clear Lake⁠(d), Iowa, SUA), chemat JP de prienteni, dar cunoscut sub pseudonimul The Big Bopper, a fost un disc jockey, cântăreț și compozitor american, a cărui voce puternică și a cărui personalitate exuberantă au făcut din el unul dintre primele vedete al rock and roll-ului. Este celebru pentru piesa „Chantilly Lace". La 3 februarie 1959, în ceea ce se numește The Day the Music Died, Richardson a murit într-un accident aviatic în Iowa, împreună cu Buddy Holly și Ritchie Valens.

## Biografie

### Primii ani
JP Richardson s-a născut în Sabine Pass, Texas, cel mai mare fiu al lucrătorului petrolier Jiles Perry Richardson, Sr. (1905-1984) și soția sa Elise (Stalsby) Richardson (1909-1983). Au mai avut doi fii, Cecil și James. Familia s-a mutat curând la Beaumont, Texas. Richardson a absolvit Liceul Beaumont în 1947 și a jucat în echipa de fotbal american „Royal Purple“ ca lineman defensiv, purtând numărul 85. Richardson mai târziu a studiat la Colegiul Lamar, și a fost membru al unei trupe.

### Radio
Richardson a lucrat cu jumătate de normă la postul de radio Beaumont, Texas KTRM (acum KZZB). El a fost angajat la un post cu normă întreagă în 1949 și a renunțat la facultate. Richardson s-a căsătorit cu Adrianne Joy Fryou în 18 aprilie 1952, iar fiica lor, Debra Joy, sa născut în decembrie 1953, la scurt timp după ce Richardson a fost promovat în funcția de supraveghetor al declarațiilor la KTRM.
În martie 1955, s-a fost înscris în Armata Statelor Unite și a făcut pregătirea de bază la Fort Ord , California. Și-a petrecut restul celor doi ani de serviciu ca instructor radar la Fort Bliss din El Paso, Texas.
Richardson s-a întors la postul de radio KTRM după descărcarea de gestiune în calitate de căpitan în martie 1957, unde a ținut trecerea de la ora 11 dimineața la ora 12:30, de luni până vineri, la "Serenada de mașini de spălat vase". Unul dintre sponsorii stației l-a vrut pe Richardson pentru un nou slot de timp și a sugerat o idee pentru un spectacol. Richardson a văzut elevii care au făcut un dans numit The Bop și el a decis să se numească "Big Bopper". Noua s emisiune radio a avut loc între orele 3:00 și 6:00 și a devenit în curând regizorul de program al postului.
În mai 1957, el a rupt înregistrarea pentru difuzarea continuă în aer cu 8 minute. A jucat pentru un total de cinci zile, două ore și opt minute dintr-o instalare la distanță în holul Teatrului Jefferson din centrul orașului Beaumont, jucând 
 1821 de înregistrări  și luând dușuri în timpul emisiunilor de știri de 5 minute.
Richardson este creditat pentru crearea primului videoclip în 1958 și a înregistrat el însuși un exemplu timpuriu.

### Cântăreț și compozitor
Richardson, care a cântat chitara, și-a început cariera muzicală ca compozitor. George Jones a înregistrat ulterior albumul " White Lightning" al lui Richardson , care a devenit primul hit al țării în 1959 (# 73 pe graficele pop). Richardson a scris, de asemenea, "Running Bear" pentru Johnny Preston , prietenul său din Port Arthur, Texas. Inspirația pentru cântec a venit din amintirea din copilărie a lui Richardson despre râul Sabine, unde a auzit povesti despre triburile indiene. Richardson a cântat fundal pe "Running Bear", dar înregistrarea nu a fost lansată până în august 1959, la șase luni de la moartea sa. Cântecul a ocupat locul 1 timp de trei săptămâni în ianuarie 1960.
Omul care l-a lansat pe Richardson ca artist înregistrat a fost Harold "Pappy" Daily din Houston. Daily a fost director de promovare pentru Mercury și Starday Records și a semnat cu Richardson către Mercury. Primul single al lui Richardson, "Cerșetorul unui rege", a avut o aromă de țară, dar nu a reușit să obțină nici o acțiune în diagramă. În curând a tăiat " Chantilly Lace " ca "Big Bopper"  pentru eticheta lui Pappy Daily D. Mercury a cumpărat înregistrarea și l-a lansat la sfârșitul lunii iunie 1958. A început încet să cânte aerul în iulie și august și a ajuns pe locul 6 în timp de 22 de săptămâni în Top 40 la nivel național. În "Chantilly Lace", Richardson pretinde că are o conversație telefonică flirtă cu prietena lui; înregistrarea a fost comică în natură, cu The Big Bopper prezentând o caricatură exagerată, dar de bună natură a unui bărbat doamnelor.
În noiembrie 1958, a înregistrat un al doilea hit, o melodie nerăbdătoare, intitulată "The Big Bopper's weeding", în care Richardson se preface că se bucură de picioare reci la altar. Atât "Chantilly Lace", cât și "The Big Bopper's weeding" au primit cele mai bune 40 de programe radio prin ianuarie 1959.

### Moartea
Cu succesul cântecului "Chantilly Lace", Richardson a plecat de la postul de radio KTRM și s-a înscris la Buddy Holly, Ritchie Valens, Dion și Belmonts pentru un turneu " Winter Dance Party" începând cu 23 ianuarie 1959. În a 11-a noapte turneu (2 februarie 1959), au cântat la sala de surf Surf în Clear Lake, Iowa. În noaptea aceea, Holly a închiriat un avion de la Dwyer Flying Service din Mason City, Iowa, care intenționa să se zboare cu colegii lui,Waylon Jennings și Tommy Allsup la următorul loc turistic din Moorhead, Minnesota. Muzicienii călătoriseră cu autobuzul de peste o săptămână, iar deja se descompusese de două ori. Erau obosiți, încă nu fuseseră plătiți și toate hainele lor erau murdare. Zborul închiriat le-ar permite să evite o altă plimbare cu autobuzul, să sosească mai devreme în fața spectacolului Moorhead, să-și facă spălătoria și să se odihnească. Pilotul Frankie Sardo s-a dus să se întâlnească cu mulțimea, în timp ce Holly intra într-una din saltelele de la Surf Ballroom unde îi anunțase pe Allsup și pe Jennings că a închiriat un avion care să le ducă la Fargo, Dakota de Nord (adiacentă direct la Moorhead, Minnesota). Pe un pariu prietenos, Valens a răsturnat o monedă cu Allsup pentru locul în avion - și a câștigat. Între timp, JP Richardson suferea de gripă și se plângea că autobuzul era prea rece și neconfortabil pentru el, astfel că Jennings și-a predat voluntar scaunul. După ce au auzit că colegii lui au renunțat la scaunele de avion, Holly a glumit: "Ei bine, sper că autobuzul tău va îngheța din nou". Jennings a răspuns în glumă: "Ei bine, sper că avionul tău se prăbușește." Aceste cuvinte îl bântuiau pe Jennings pentru tot restul vieții.
Show-ul Clear Lake s-a încheiat la miezul nopții, iar Holly, Valens și Richardson au condus la Aeroportul Mason City, și-au încărcat bagajele și au intrat în alb-roșu și alb cu un singur motor Beechcraft Bonanza. Peterson a primit clearance-ul de la turnul de control în jurul orei 1 dimineața la 3 februarie 1959 și au decolat - dar avionul a rămas în aer doar câteva minute. A lovit în pământ la accelerație la scurt timp după decolare, la circa 5 mile în afara orașului Mason, în mijlocul țării. Motivul rămâne necunoscut, dar Peterson poate că și-a pierdut referința vizuală și a crezut că el se înălța în timp ce coboară. De asemenea, este posibil ca el să aibă probleme mecanice și încerca să se întoarcă înapoi spre orașul Mason. Aripa dreaptă a lui Beechcraft Bonanza a fost tăiată în solul înghețat și a trimis avionul cu cartușul pe un câmp de porumb curățat la aproximativ 170 mph.
Holly, Valens și Richardson au fost scoași din avion în impact și, probabil, au căzut împreună cu epava de pe câmpul de gheață, înainte ca avionul să se oprească pe un gard din sârmă ghimpată, în timp ce corpul lui Peterson a rămas încurcat în masa principală a avioanelor plane . Trupurile lui Holly și a lui Valens zăceau la câțiva metri distanță de ruinele pe teren deschis, în timp ce Richardson era aruncat la aproximativ 100 de picioare dincolo de ruine, peste linia gardului și în câmpul de porumb următor, purtând doar o cămașă de flanelă și lumină pantaloni din bumbac albastru. Toți trei au murit instantaneu din cauza leziunilor masive ale capului și ale pieptului.

## Fiul lui Richardson
Richardson a fost supraviețuit de soția sa Adrienne Joy Wenner (1936-2004) și fiica de cinci ani, Debra (1955-2010). Fiul său, Jay Perry Richardson (1959-2013), s-a născut două luni mai târziu, în aprilie 1959. Richardson creează un studio de înregistrare în casa lui din Beaumont, Texas și intenționa să investească într-o stație de radio. A scris 20 de melodii noi pe care el intenționa să le înregistreze sau cu alți artiști. Fiul său a urmat, de asemenea, o carieră muzicală și a fost cunoscut în mod profesionist ca "The Big Bopper, Jr.", interpretând în întreaga lume. El a participat la turneul "Winter Dance Party" cu impresionantul lui Buddy Holly, John Mueller, în unele dintre aceleași etape în care a interpretat tatăl său.
În ianuarie 2007, Jay Richardson a solicitat exhumarea corpului tatălui său și efectuarea unei autopsii ca răspuns la un zvon de internet despre armele trase la bordul avionului, iar Richardson supraviețuind inițial accidentului. Autopsia a fost efectuată de Dr. William M. Bass, antropolog criminalist la Universitatea din Tennessee, Knoxville. Richardson a fost prezent pe parcursul autopsiei și a observat cascada așa cum a fost deschisă; ambii bărbați au fost surprinși că rămășițele erau destul de bine conservate pentru a fi recunoscute ca cele ale starului rock târziu. "Tata mă uimește încă 48 de ani după moartea sa, că era în formă remarcabilă", a declarat Richardson pentru Associated Press. "M-am surprins, m-am descurcat mai bine decât credeam că o voi face". Constatările doctorului Bass nu au indicat semne de joc greșit. "Există fracturi de la cap până în picioare, fracturi masive ... Richardson a murit imediat, nu s-a târât si nu s-a îndepărtat de avion".
Trupul lui Richardson a fost plasat într-un nou sicriu făcut de aceeași companie ca originalul și a fost rebătut alături de soția sa, în cimitirul de gazon al pădurilor din Beaumont. Jay Richardson a permis ca vechea casetă să fie afișată la Muzeul Texas Musicians. În decembrie 2008, el a anunțat că va plasa vechea casetă pe licitație pe eBay, donând o parte din venituri către Muzeul muzicienilor din Texas, dar a redus sugestia în interviuri ulterioare.  A murit pe 24 august 2013.

## Cântece
Cântecele lui Richardson compuse și înregistrate includ:
"Chantilly Lace", #6 hit pentru Big Bopper
"White Lightnin'", #1 Country hit pentru George Jones
"Treasure of Love", #6 Country hit pentru George Jones
"Running Bear", #1 hit pentru Johnny Preston și Sonny James
"The Purple People Eater Meets the Witch Doctor"
"Little Red Riding Hood"
"Walking Through My Dreams" (două versiuni, una numai pe 45-RPM, the cealaltă pe LP)
"Beggar to a King" (înregistrată sub numele lui real), (mai târziu înregistrată de Hank Snow în 1961, a ocupat locul 5 în topul Country)
"Crazy Blues" (înregistrată sub numele lui real)
"Bopper's Boogie Woogie"
"That's What I'm Talking About"
"Pink Petticoats"
"Monkey Song (You Made a Monkey out of Me)"
"It's the Truth, Ruth" (două versiuni, una numai pe 45-RPM, the cealaltă pe LP)
"Preacher and the Bear"
"Someone Watching Over You"
"Old Maid"
"Strange Kisses"
"Teenage Moon"
"The Clock"
"One More Chance"
"She Giggles"

## Tributuri

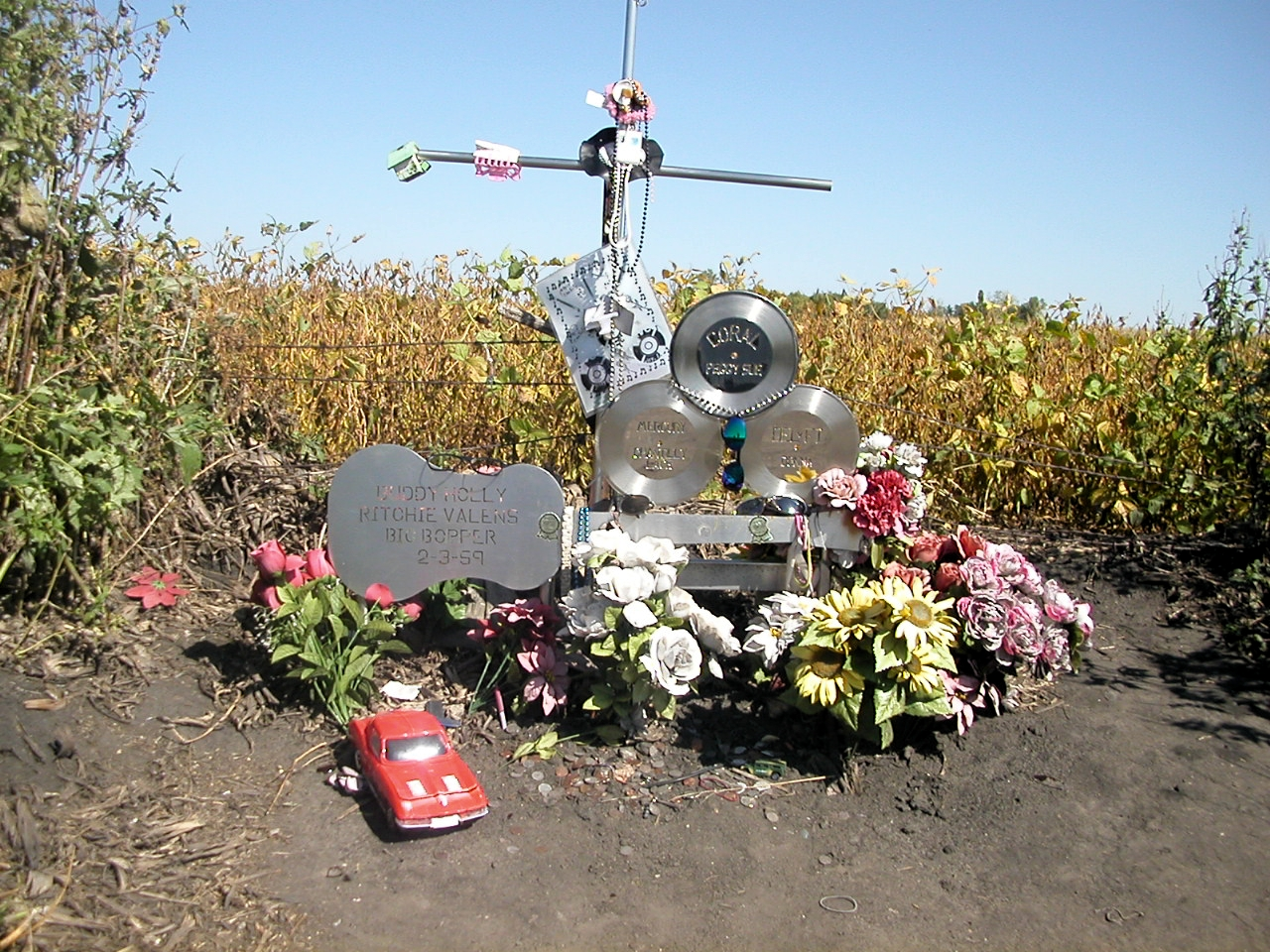
Monumentul de la locul accidentului, 16 septembrie 2003

În 1988, Ken Paquette, un fan al orașului Wisconsin din epoca anilor '50, a ridicat un monument din oțel inoxidabil la locul accidentului, reprezentând o chitară din oțel și un set de trei înregistrări care poartă numele fiecăruia dintre cei trei artiști. Se află pe o fermă privată, la aproximativ un sfert de mile de la vest de intersecția dintre străzile 315 și Gull Avenue, la aproximativ opt mile nord de Clear Lake. Paquette a creat, de asemenea, un monument similar din oțel inoxidabil la cele trei lângă sala de bal Riverside din Green Bay, Wisconsin . Memorialul a fost dezvăluit la 17 iulie 2003.
Contribuția de pionierat a lui JP Richardson la acest gen a fost recunoscută de Sala de faima Rockabilly . Big Bopper este amintit nu numai pentru cântecele și compozițiile sale distinctive, ci și ca un umorist care a combinat cele mai bune elemente ale țării, R & B și rock 'n' roll.
În 2010, Richardson a fost introdus în Iowa Rock 'n' Roll of Fame.
Numele lui Richardson este menționat ca unul dintre viitoarele acte muzicale în versiunea tipărită și de televiziune a lui Stephen King " Știți că au ajuns într-un iad al unei trupe" despre un oraș locuit de legendele muzicale târzii. Buddy Holly este prezentat ulterior în poveste.
Comedia de televiziune canadiană SCTV a prezentat un personaj numit "Sue Bopper-Simpson", o fiică fictivă a Big Bopper, interpretată de Catherine O'Hara . Personajul a fost un agent imobiliar cu fracțiune de normă, care a apărut într-un muzical intitulat " Îmi iau propriul cap, Îl înțepesc pe dreapta și niciunul nu-mi va spune că nu este.
La scurt timp după accidentul fatal al avionului, Tommy Dee a scris și a înregistrat o piesă intitulată " Trei stele ", în semn de omagiu lui Richardson, Holly și Valens. Ulterior, a fost înregistrată de Eddie Cochran , un prieten al celor trei muzicieni care, într-un accident de mașină, ar muri prematur un an mai târziu.
Cântecul lui Van Halen "Good Enough" din albumul lor 5150 începe cu cântăreața Sammy Hagar, care strigă "Hello Baby!", Imitând cârligul Big Bopper din "Chantilly Lace". Phil Lewis de la LA Guns face același lucru în piesa "17 Crash" din albumul lor din 1989 Cocked & Loaded .
În episodul din Familia Simpson "Sideshow Bob Roberts“ are o lespede de Big bopper în Springfield că Sideshow Bob (Kelsey Grammer) folosit pentru a ajuta la comiterea fraudei la vot și să devină ales pentru funcția de primar. Piatra funerara este un bust al Big Bopper care detine un receptor telefonic, cu epitaful citind "The Big Bopper", anii de nastere si de moarte (1930-1959), apoi o parodie pe cârligul memorabil, citind "Gooooodbye baby". A apărut, de asemenea, ca un vampir care deține un telefon într-un desen animat Sărman și Scratchy în timpul episodului " CED'oh ".
Un episod din X-files are caracterul Big Bopper. Episodul se numește " Replica finală a lui Clyde Bruckman ".
Proprietatea Big Bopper este în prezent deținută de nora sa, Patty Richardson, și este administrată de C3 Entertainment , o companie specializată în branduri clasice. C3 Entertainment gestionează în prezent o trupă de triburi oficiale cu un impersonator Big Bopper, care face turnee cu Party Dance Winter.

## În cărți,filme și scene
În filmul Not Fade Away , un roman de drum turbulent care are loc la sfârșitul anilor '50, Jim Dodge povestește o excursie plină de evenimente la mormântul lui Big Bopper.
Richardson a fost portretizat de Gailard Sartain în The Buddy Holly Story, Stephen Lee în La Bamba și John Ennis în Walk Hard: Povestea lui Dewey Cox.
Pe scena din Londra, Richardson a fost portretizat de John Simon Rawlings și Steve Dorsett în Buddy muzical - The Buddy Holly Story. Jason Blackwater în turneul național 2013/2014 "25th anniversary" din Marea Britanie și Thomas Mitchells în turul național britanic 2016/2017.
"Chantilly Lace" este folosit în filmele True Romance și American Graffiti , precum și în "Spiritele înalte".
Personajul Dragoon este referit ca fiind Big Bopper, așa cum este și partenerul său / gazda organismul Red Mantle fiind Buddy Holly în seria animată The Venture Bros.